# Barbara Lagoa
Barbara Lagoa   (Miami, 2 de novembre de 1967) és una advocada i jurista dels Estats Units que ocupà el carrèc de jutgessa de circuit dels Estats Units al Tribunal d'Apel·lacions per l'onzè circuit dels Estats Units. Abans d'esdevenir jutgessa federal, va ser la primera dona hispànica en ser nomenada jutgessa al Tribunal Suprem de Florida.

## Infantesa i formació
Va néixer a Miami (Florida) el 1967. És cubano-estatunidenca; els seus pares van fugir de Cuba després de la revolució i l'arribada al poder de Fidel Castro. Va créixer a la ciutat de majoria cubano-estatunidenca de Hialeah (Florida). És bilingüe. Va rebre un Bachelor of Arts, cum laude, el 1989 de la Universitat Internacional de Florida, on es va graduar en anglès i era membre de la societat d'honor Phi Kappa Phi. Va rebre un Juris Doctor de Columbia Law School el 1992; mentre era editora associada de Columbia Law Review.

## Carrera

### Inicis
El 2000, Lagoa era una de la dotzena d'advocats majoritàriament pro bono que representaven la família de Miami d'Elián González. El 2003 va esdevenir fiscal adjunta dels Estats Units pel districte meriodonal de Florida, treballant en casos civils, de delictes greus i apel·lacions.

### Tribunal Suprem de Florida
Lagoa va ser nomenada al Tribunal d'Apel·lacions del tercer districte pel governador Jeb Bush el juny de 2006 i esdevingué jutgessa en cap el 1r de gener de 2019. El 9 de gener de 2019 va ser nominada al Tribunal Suprem de Florida pel governador Ron DeSantis. Va ser la primera dona hispànica i cubano-estatunidenca en formar part del Tribunal Suprem de Florida. L'abril de 2019 va escriure el dictament unànime quan van determinar que DeSantis havia actuat dins la seva autoritzat quan va suspendre el xèrif Scott Israel per la seva reacció al tiroteig a Stoneman Douglas.
El novembre de 2019 va participar en la defensa oral referent a l'opinió consultiva sobre si el governador podia fer que els delinqüents que els votants havien tornat a incloure al cens mitjançant una nova esmena aprovada el 2018 paguessin multes abans de poder votar. Lagoa va dimitir quan va ser nomenada al Tribunal d'Apel·lacions per l'onzè circuit dels Estats Units.

### Tribunal federal
El 12 de setembre de 2019, el president Donald Trump va anunciar que pretenia nomenar-la per una vacant al Tribunal d'Apel·lacions per l'onzè circuit dels Estats Units deixada pel jutge Stanley Marcus. El 15 d'octubre se'n va enviar la nomenació al Senat i l'endemà es va celebrar una audiència al Comitè de Justícia del Senat. El 7 de novembre de 2019 el comitè va votar a favor seu 18 a 4. El 19 de novembre de 2019 el Senat va votar a favor de tancar ràpida la nomenació per 80 a 15 i l'endemà va ser confirmada amb els mateixos vots. Va rebre la comissió judicial el 6 de desembre de 2019.
El juliol de 2020 els membres demòcrates del Comitè de Justícia del Senat li van escriure directament esperonant-la a recusar-se del desafiament de la privació de vot als delinqüents a Florida a causa de la seva participació anterior en un assumpte relacionat al Tribunal Suprem de Florida.El setembre de 2020, Lagoa es va unir a la majoria quan el circuit en banc, en un vot 6 a 4, va determinar la constitucionalitat de les multes que DeSantis havia requerit als delinqüents amb dret de vot abans de poder votar. Lagoa es va unir a l'opinió de la majoria del jutge en cap William H. Pryor Jr., a la concurrència addiocional de Pryor i va escriure ella mateixa una concurrència.

#### Potencial nominació al Tribunal Suprem dels Estats Units
El 9 de setembre de 2020 Trump la va incloure en una llista de nomenats potencials al Tribunal Suprem dels Estats Units. Després de la mort de Ruth Bader Ginsburg el 18 de setembre de 2020, se l'ha mencionat com una de les principals competidores per ocupar-ne la vacant.

## Vida personal
Està casada amb l'advocat Paul C. Huck Jr., i el seu sogre és el jutge de districte dels Estats Units Paul Huck. Lagoa i el seu marit tenen tres filles, dues de les quals bessones. Lagoa és una catòlica romana practicant, que ho atribueix a una educació catòlica que li instal·là «una fe duradora en Déu que l'ha arrelat i sostingut durant els alts i baixos de la vida».